# Hester Panim
Hester Panim (in ebraico הֶסְתֵר פָּנִים‎?, il "volto nascosto") è un termine teologico dell'ebraismo, usato nell'ambito dell'esegesi biblica e nella teologia dell'Olocausto. Letteralmente, il termine significa "il volto nascosto [di Dio]", e si riferisce generalmente all'occultamento della Divina Provvidenza, ma non alla sua assenza. Proviene dalla frase del Deuteronomio 31:17:
(Deuteronomio 31:17)
Il concetto di Hester Panim trasmette l'immagine di Dio che nasconde il Suo volto, occultandosi al popolo d'Israele. Dio nasconde il Suo volto al popolo ebraico durante l'Olocausto; Dio nasconde il Suo volto durante la distruzione del Secondo Tempio; Dio nasconde il Suo volto durante la schiavitù d'Egitto. Secondo il pensiero ebraico, esistono due differenti spiegazioni per cui Dio debba scegliere di nascondersi all'essere umano. La prima interpretazione include il concetto del popolo ebraico che viene punito, e la seconda è una "spiegazione misteriosa" che vede la scomparsa di Dio come una lezione positiva per gli ebrei.

## Interpretazioni
Svègliati, perché dormi, Signore?
Dèstati, non ci respingere per sempre.
Perché nascondi il tuo volto,
dimentichi la nostra miseria e oppressione?
(Salmi 44:24-25)

### Prima interpretazione
La punizione fu la causa dell’Hester Panim, “l'occultamento del volto”. L'ira di Dio fu provocata e pertanto Egli si ritirò in silenzio divino, nascondendo il Suo volto dal mondo. L'Olocausto fa una causa dell'assenza di Dio dal mondo, idea suggerita da Deuteronomio 31:17-18,
La frase "la mia ira si accenderà contro di loro" esprime l'intenzione divina di punire. Il popolo ebraico soffrì perché agì contro il volere di Dio e suscitò la Sua ira. La susseguente frase, "saranno divorati. Molti mali e molte calamità cadranno loro addosso” illustra l'Olocausto. Collegando insieme le due idee, il passo sottolinea la nozione che l'Olocausto fu una punizione causata dall'assenza di Dio.

### Seconda interpretazione
Nell'ebraismo, la seconda interpretazione di Hester Panim è una lezione religiosa che Dio desidera trasmettere occultandosi al popolo ebraico. Ciò viene illustrato come una "indifferenza divina per il destino dell'essere umano". È considerata una caratteristica divina. In contrasto con la prima interpretazione, questa immagine definisce Hester Panim come una scelta di Dio, indipendentemente dalle azioni dell'uomo. Dio non reagisce alle azioni umane, esercita invece una divina "qualità dell'essere".
Il profeta Isaia interpretò la volontà di Dio di salvare il Suo popolo, occultandosi. Isaia afferma che colui che comprende le intenzioni di Dio Gli sarà fedele e ha "fiducia nel Signore, che ha nascosto il volto" (Isaia 8:17). L'interpretazione di Hester panim da parte di Isaia è come un test, una prova. Il fedele è messo alla prova, a cercare il significato dell'azione divina. Se il fedele intende le Sue intenzioni, ottiene una più profonda comprensione e fiducia in Dio.